# Microchelifer dentatus
Microchelifer dentatus es una especie de arácnido del orden Pseudoscorpionida de la familia Cheliferidae.

## Distribución geográfica
Se encuentra en Kenia.